# Villa romana de Valdonega
La villa romana de Valdonega es una residencia construida en el siglo I en una zona suburbana de la Verona romana, en el valle del mismo nombre . De la estructura original, descubierta en 1957 durante la construcción de un edificio de viviendas, se conservan tres habitaciones y un pórtico en forma de L, que probablemente daba al patio o jardín. 

## Descripción
La suntuosa villa suburbana, situada fuera del trazado urbano de la Verona romana, seguía la pendiente del terreno y probablemente estaba dividida en diversos pabellones distribuidos en varios niveles, con vistas panorámicas hacia la ciudad. Durante las excavaciones iniciadas en 1957, de la villa original sólo se encontraron las tres habitaciones que dan a un gran pórtico, ya que el resto de la estructura original está ubicada debajo de edificios modernos.  El pórtico en forma de L probablemente estaba abierto hacia el patio o jardín de la casa; a lo largo de él se abren las grandes ventanas de la casa, mientras que las columnas, de las que quedan las bases, están a distancias irregulares para no obstaculizar la entrada de la luz a las estancias. En el extremo norte del pórtico hay unos escalones que conducían a las estancias situadas en los niveles superiores.

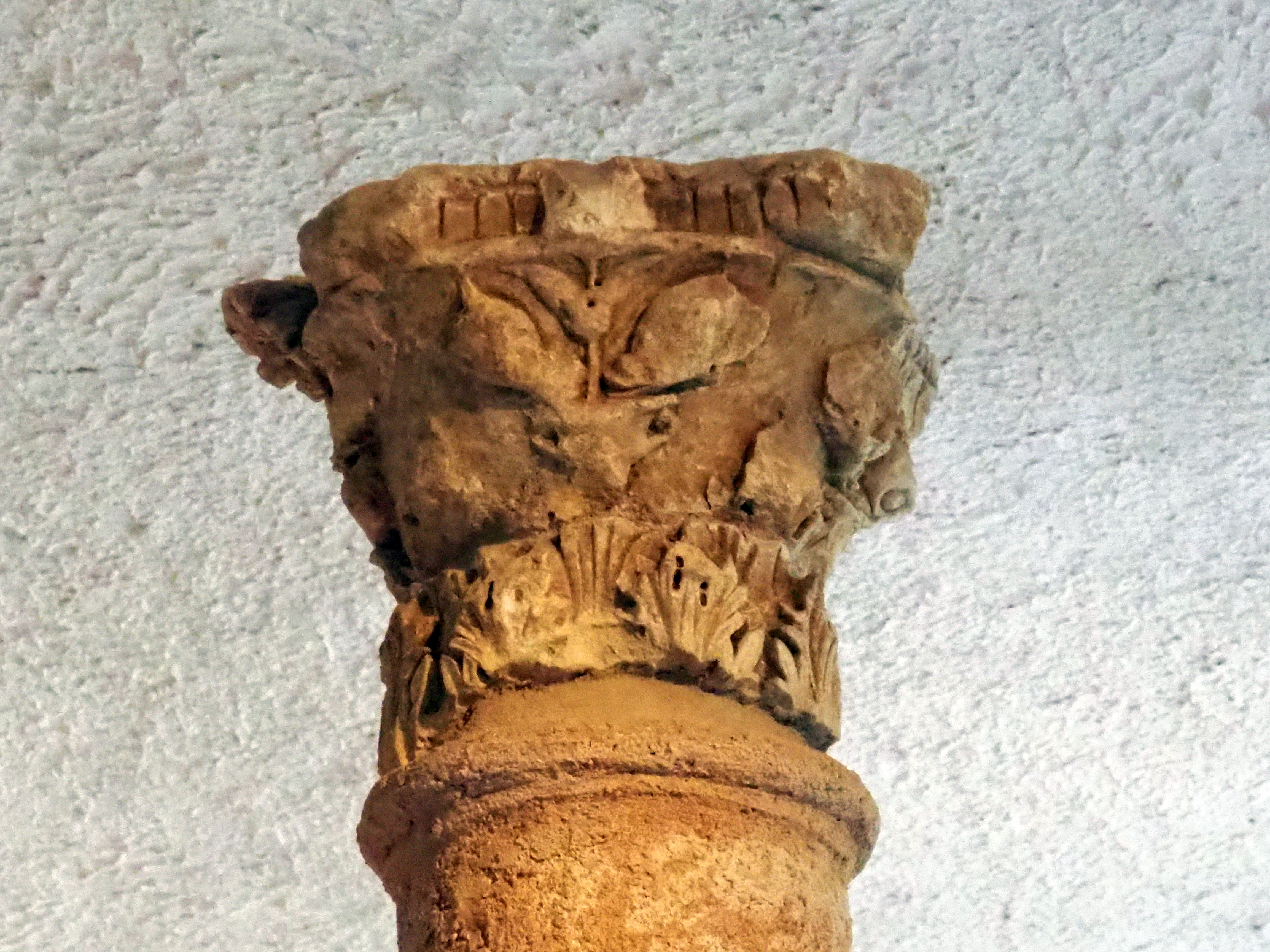
El capitel decorado con delfines que permitió datar la estructura en la primera mitad del.

La habitación principal es una gran sala rectangular utilizada como triclinio, es decir, el espacio en el que el propietario cenaba con los invitados en tres camas colocadas cerca de las columnas. Este ambiente probablemente es un oecus corintio: un tipo particular de triclinio que se encuentra en varios ejemplos de estructura y decoración similar en las domus de Roma y Pompeya. Esta habitación tenía columnas en tres lados y, en el único lado sin columnas, una puerta flanqueada por dos ventanas abiertas hacia el sur. Las columnas son de piedra rosa con capiteles tallados, de los cuales se encontró uno decorado con delfines que puede datarse en la primera mitad del siglo I. La parte central de la sala estaba cubierta por una bóveda de caña, fijada al techo superior mediante tirantes de madera, mientras que el espacio entre las columnas y los muros perimetrales se caracterizaba por un techo plano. La sala está pavimentada con mosaicos, con azulejos negros en el perímetro y azulejos blancos en el centro, mientras que los espacios entre las columnas son paneles de mosaico caracterizados por decoraciones policromadas de hojas y pájaros y decoraciones bicolores con diversas figuras vegetales. En las paredes había un fresco que representaba un parque.
Una segunda habitación está separada de la principal por una pequeña sala de transición, y su única vista hacia el exterior era a través de una gran ventana panorámica que da al pórtico en forma de L. Esta sala también presenta decoración: el mosaico es blanco con un marco negro a lo largo del perímetro y las paredes están decoradas con frescos con una base blanca entre dos bandas rojas, en cuyo interior hay plantas y pájaros pintados, mientras que en la banda superior estaban representados muchos otros temas, incluidos grifos con cornucopias, máscaras femeninas y naturalezas muertas.
Las dos áreas y el espacio de transición están flanqueados por una habitación larga y estrecha, sin vanos, hipotéticamente un espacio de servicio destinado a aislar las zonas habitadas de la humedad del suelo de la colina.